# Bözen
Bözen est une ancienne commune et une localité de la commune de Böztal, située dans le district argovien de Laufenburg, en Suisse.
Depuis le 1er janvier 2022, les anciennes communes de Bözen, d'Effingen, d'Elfingen et de Hornussen ont fusionné pour former la commune de Böztal. Avant la fusion, la commune était située dans le district de Brugg.

Photo aérienne prise à 500 m par Walter Mittelholzer (1923).